# Sphalerostola
Sphalerostola är ett släkte av fjärilar. Sphalerostola ingår i familjen plattmalar.
Kladogram enligt Catalogue of Life:
| Sphalerostola | \| \| Sphalerostola argobela \| \| \| \| \| \| Sphalerostola caustogramma \| \| \| \| |
|               | \| \| Sphalerostola argobela \| \| \| \| \| \| Sphalerostola caustogramma \| \| \| \| |
|               | Sphalerostola argobela                                                                |
|               |                                                                                       |
|               | Sphalerostola caustogramma                                                            |
|               |                                                                                       |